# Pierre Viret

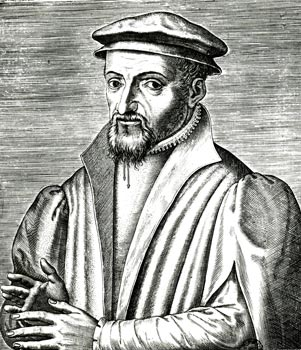
Pierre Viret

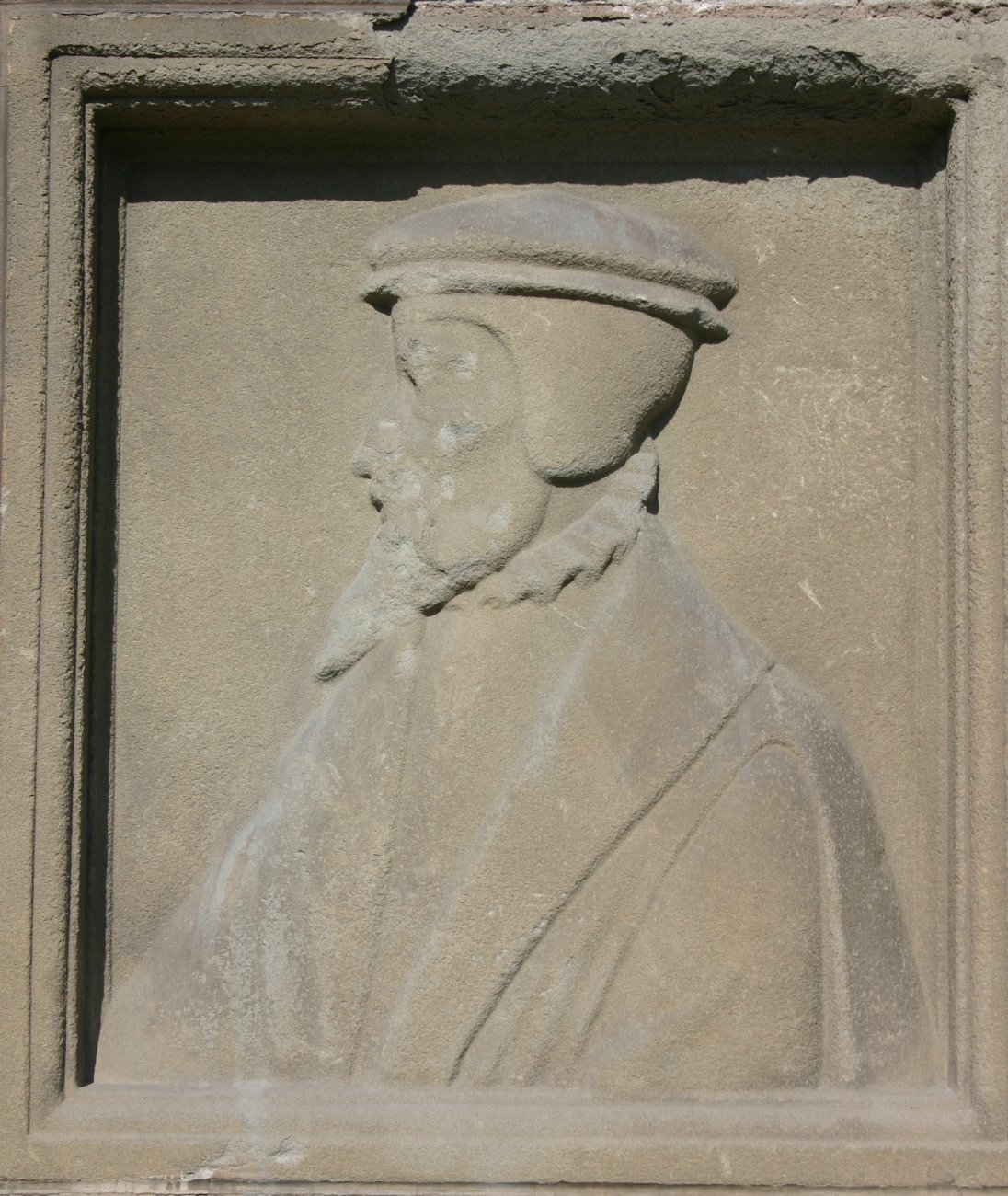
Flachrelief von Pierre Viret

Pierre Viret (* 1511 in Orbe; † 4. Mai 1571 in Orthez) war ein Schweizer Reformator, der in Genf, Lausanne und Frankreich wirkte.

## Leben
Viret studierte (gleichzeitig mit Johannes Calvin) in Paris am Collège de Montaigu, musste aber wegen seiner Parteinahme für die Reformation 1531 in seine waadtländische Heimat zurückkehren. Auf Bitten von Guillaume Farel hielt er ab dem 6. Mai 1531 evangelische Predigten in seiner Heimatstadt Orbe und den umliegenden Dörfern. Ab 1534 unterstützte er Farel bei der Durchsetzung der Reformation in Genf. Als 1536 die Reformation dort offiziell angenommen war und Calvin seinen Dienst als Prediger antrat, wechselte Viret nach Lausanne, das gerade unter die Herrschaft Berns gekommen war. Hier nahm er im Oktober am Religionsgespräch von Lausanne teil, durch das die Reformation offiziell angenommen wurde, und wirkte anschliessend als Prediger und Leiter der Reformierten Akademie, die eine grosse Bedeutung für die schweizerische Reformation hatte. Nach der Ausweisung Calvins und Farels 1538 kehrte er nach Genf zurück, setzte sich dann aber erfolgreich für die Rückberufung Calvins ein. 1542 konnte er seine Arbeit in Lausanne wieder aufnehmen.
Wegen eines Streites über die Kirchenzucht wurde er 1559 vom bernischen Rat abgesetzt und übersiedelte wieder nach Genf. Da die meisten Lehrer der Lausanner Akademie ihn begleiteten, konnte in Genf mit ihnen die Académie de Genève gegründet werden. Seine angegriffene Gesundheit veranlasste ihn 1562, das wärmere Südfrankreich aufzusuchen. Hier nahm er eine führende Rolle beim Aufbau der Hugenottenkirche ein. In Nîmes war er als Prediger und Schulleiter erfolgreich, wechselte aber 1563 nach Montpellier und Lyon, 1565 nach Orange. Ab 1566 verbrachte er die letzten Jahre seines Lebens im Auftrag von Jeanne d’Albret in Navarra als Lehrer der Akademie in Orthez. Er starb auf dem Weg zur Synode von La Rochelle 1571.

## Bedeutung
Viret wirkte nicht nur als Prediger und Lehrer, sondern auch durch seine zahl- und umfangreichen Veröffentlichungen. Neben der Auslegung der Bibel beschäftigten ihn besonders Fragen der Ethik, auch der politischen Ethik.
Auf einem Relief am Genfer Reformationsdenkmal ist dargestellt, wie Pierre Viret bei einer Versammlung in einem Haus an der Rue Basses in Anwesenheit von Guillaume Farel und Antoine Froment am 22. Februar 1534 erstmals in Genf eine reformierte Taufe vollzieht.

## Schriften (Auswahl)
- Dialogues du désordre qui est à présent au monde. Des causes d’iceluy, et du moyen pour y remedier, desquelz l’ordre et le tiltre s’ensuit. Genf 1545, hrsgeg. von Ruxandra Vulcan, Labor et fides, Genève 2012
- Exposition familière sur le symbole des apôtres contenant le articles de la foi et un sommaire de la religion chrétienne. Genf 1543.
- Remonstrances aux fidèles qui conversent avec les papistes. Genf 1547.
- Exposition familière de l’oraison de notre Seigneur Jésus-Christ et des choses dignes de considérer sur icelle. Genf 1548.
- Traités divers pour l’instruction des fidèles qui résident et conversent ès lieux et pays esquels il ne leur est permis de vivre en la pureté et liberté de l’Évangile. Geneva, 1559.
- Exposition familière des principaux points du Catéchisme et de la doctrine Chrétienne. Genf 1561.
- Instruction chrétienne en la doctrine de la Loi et de l’Evangile, Genf 1564 (Neuausgabe in: Pierre Viret: Oeuvres complètes, vol. I. Hrsg. v. A.-L. Hofer. ISBN 2-8251-1416-2)
- L’Interim, Lyon 1565